# My Way or the Highway to Heaven
"My Way or the Highway to Heaven" é o terceiro episódio da trigésima temporada da série animada Os Simpsons, e o 642.º no total. Foi ao ar nos Estados Unidos pela FOX em 14 de outubro de 2018.

## Enredo
Deus se senta em seu sofá, ao lado de São Pedro, imaginando onde todos estão após a sua remodelação do Paraíso, e diz que eles precisam colocar mais pessoas ali e eles começam a procurar por quem admitir.
Ned é mostrado em seguida falando sobre "Quem vai entrar no Céu" para as crianças, imaginando como elas vão morrer e ir para o céu, e depois explicando como ele foi criado sem religião por sua família e sua juventude. Ele começou a vender trampolins após a febre do Apollo 14 e ganha muito dinheiro, apenas para descobrir que eles são um portador de morte para as crianças depois de 500 saltos consecutivos. A próxima vítima possível seria Homer, mas Ned o tirou do caminho, sendo eletrocutado. Depois de se levantar, ele acordou no Céu ao lado de Jesus Cristo, dizendo-lhe para tomar o caminho da redenção. De volta à Terra, Ned renasce, tendo dado uma segunda chance, seguindo o caminho de Deus.
Próxima na sala de aula, Marge conta a história de sua avó, Alvarine Gurney, que era ateia, casada com o avô de Moe. Paraquedista dos que ficou presa em seu bar com os alemães que chegavam no porão, e como ela não acredita no céu após a morte, ela os faz aparecer como garçons franceses, salvando-os. No entanto, uma vez que os alemães tentam sequestrá-la, eles começam a matar todos eles, e finalmente dá um beijo adequado ao avô de Moe e vão para o seu quarto juntos. Marge diz às crianças que esta história lhes diz que os ateus também podem fazer grandes coisas. Depois disso, Deus concorda em levar ateus no céu também.
Gautama Buddha propôs budista em seguida, apresentando Lisa, que conta a história da princesa Siddmartha, buscando uma maneira de melhorar sua vida entediante, encontrando crianças brincando mesmo que não tenham nada em contraste com ela ter tudo e viver assim, e se disfarçar. como um menino pobre, visitando a terra fora de seu palácio, e finalmente encontrando esclarecimento no final depois de muito tempo.
Depois de assistir as três histórias, Deus concorda em aceitar que todas as boas almas sejam bem-vindas no céu. No final, um trovão foi ouvido pela família Flanders, com Ned dizendo que é apenas anjos jogando boliche. Um pino de boliche bate em sua casa, e São Pedro pede desculpas a eles, mas eles consideram uma benção. Deus comenta que ele é apenas um bajulador.

## Recepção
Dennis Perkins do The A.V. Club deu ao episódio uma declaração: "O episódio toma a forma de uma espécie de Treehouse of Horror baseada na religião, com três histórias (contadas por Ned, Marge e Lisa, respectivamente) que testam os novos critérios pelos quais Deus escolherá quem merece ficar por toda a eternidade no paraíso tradicionalmente nublado e repleto de harpas do espetáculo. Escrito pelos casados Dan Castellaneta e Deb Lacusta, juntamente com o novo escritor dos Simpsons, Vince Waldron, o resultado é uma saída decididamente de baixo risco que, no entanto, não deixa de ter seus encantos."
"My Way or the Highway to Heaven" marcou uma classificação de 1,0 com uma quota de 5 e foi assistido por 2,51 milhões de pessoas, fazendo o programa mais assistido na Fox.